# 꿈은 이루어진다 (영화)
"꿈은 이루어진다"(영어: On the Pitch)는 2010년에 개봉한 대한민국의 영화이다.

## 출연자
- 이성재: 북 GP1분대장 역
- 최지현: 감청 헌병 역
- 강성진: 김응태 중병 역
- 유태웅: 남측 수색대장 역
- 정경호: 주근치 상병 역
- 이선호: 남측 무전병 역
- 오태경: 안계수 무전병 역
- 이정호: 모름직 초병 역
- 허중혁: 강하규 초병 역
- 최상학: 박시학 전사 역
- 이정준: 리두익 전사 역
- 추상록: 북 GP2분대장 역
- 유민혁: 림대철 초병 역
- 지대한: 북 GP소대장 역
- 진다미: 북측 행정병 역
- 박지훈: 북 GP3분대장 역
- 이달형: 특무상사 역
- 김난주: 행정병 1 역
- 유가영: 행정병 2 역
- 심완: 감청부태 헌병 1 역
- 이상훈: 감청부대 헌병 2 역
- 박용수: 사단장 역
- 이정현: 부사관 역
- 윤다경: 부사관 역
- 김병철: 강 중사 역
- 유동균: 남측 수색대 1 역
- 최시찬: 남측 수색대 2 역
- 오성태: 남측 수색대 3 역
- 정재훈: 남측 수색대 4 역
- 문건: 남측 수색대 5 역
- 윤세민: 남측 수색대 6 역
- 박재훈: 남측 수색대 7 역
- 이종환: 남측 수색대 8 역
- 유정호: 남측 수색대 9 역
- 김영용: 보초 1 역
- 김세경: 보초 2 역
- 김유정: 감청 군인 역
- 손윤상: 해설위원 (목소리) 역
- 김원범: 캐스터 (목소리) 역 (특별 출연)
- 서길자: 급식군인 역 (특별 출연)